# Ulrich Kiesow
Ulrich Kiesow (3 juni 1949 - Wassenberg, 30 januari 1997) was een Duits fantasy-auteur en de geestelijke vader van het populairste Duitse rollenspel Das Schwarze Auge.
Onder het pseudoniem Andreas Blumenkamp schreef hij naast enkele spelverhalen voornamelijk satirische artikels in de rollenspel-tijdschriften Wunderwelten en Aventurischer Bote. Hij was de vertaler van de eerste Duitstalige edities van zowel Tunnels & Trolls als Dungeons & Dragons.
Kiesow was in 1983 medeoprichter van Fantasy Productions, samen met Werner Fuchs en Hans Joachim Alpers. Het bedrijf begon als postorderbedrijf van tabletopspel-accessoires. In hetzelfde jaar brachten Kiesow en Fuchs het eerste professionele Duitstalige rollenspel op de markt: Schwerter und Dämonen, een vertaling van het Engelse spel Tunnels & Trolls. Het Oog des Meesters, dat Kiesow in samenwerking met Fuchs, Alpers en Ina Kramer tegelijkertijd had ontworpen, kon om kostentechnische redenen niet worden geproduceerd en werd in 1984 initieel door Schmidt Spiele uitgegeven. Kiesow was tot zijn dood de hoofdredacteur van Het Oog des Meesters.
Kiesow kreeg een ernstige hartaanval in augustus 1995. Terwijl hij herstelde begon hij de Oog des Meestersroman Wenn das Rad zerbricht (vertaald: Wanneer het wiel breekt) te schrijven. Een gebroken wiel is een symbool voor de dood in het speluniversum van Het Oog des Meesters. De roman was net voltooid toen hij op 30 januari 1997 stierf aan hartfalen en werd postuum onder de titel Das Zerbrochene Rad (vertaald: Het gebroken wiel) uitgegeven.